# Dennis Lehane

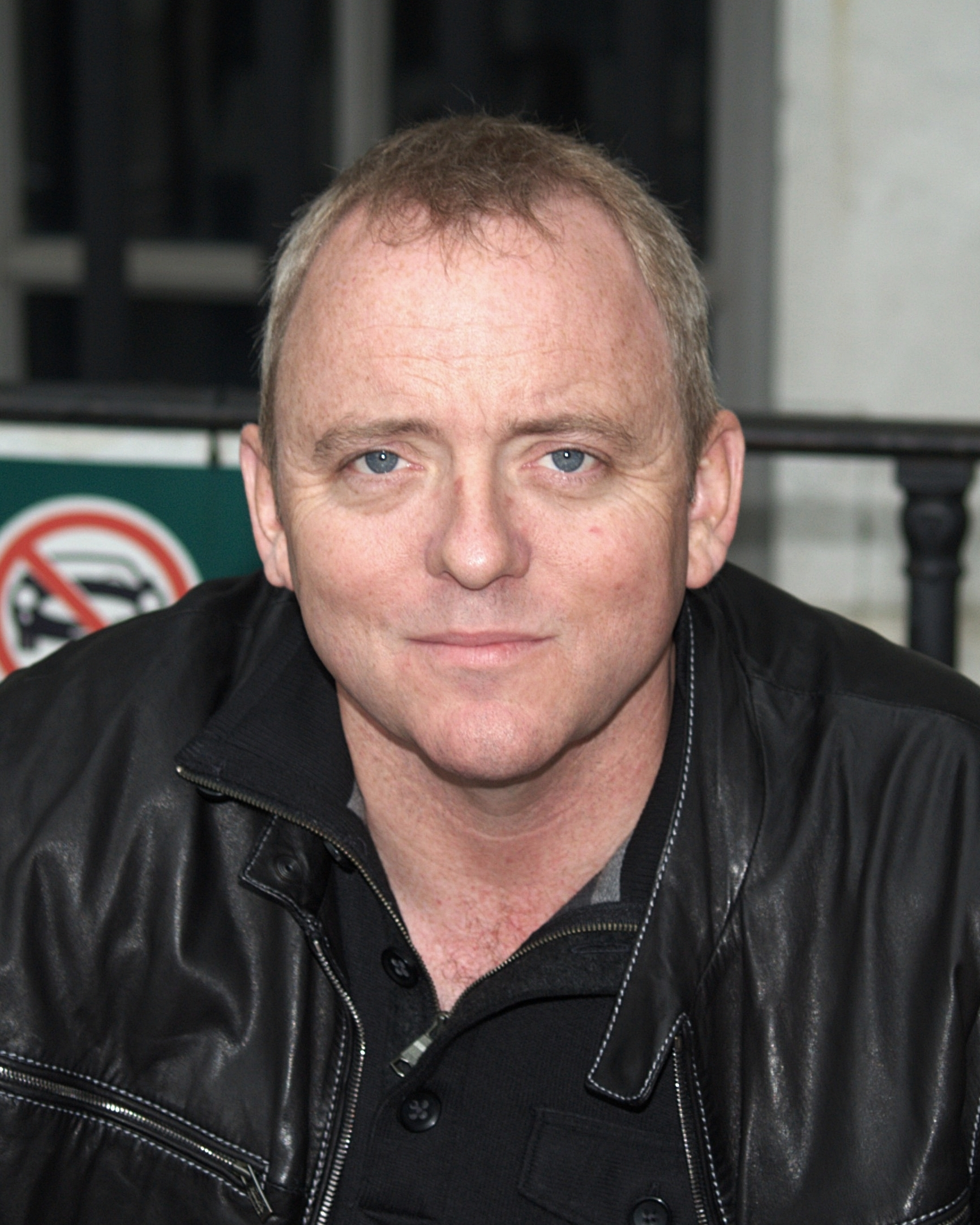
Dennis Lehane (2010)

Dennis Lehane (* 4. August 1965 in Dorchester, Boston, Massachusetts) ist ein US-amerikanischer Krimiautor.

## Leben
Lehane kommt aus einer irischstämmigen Bostoner Familie. Sein Vater Mike arbeitete bei Sears Roebuck und seine Mutter Ann in einer Cafeteria. Er besuchte die Boston College High School und das Eckerd College. Nach seiner Schulzeit begann er zunächst erfolglos ein Lehramts- und dann ein Journalismusstudium. Später arbeitete er in einer Reihe von Gelegenheitsjobs, bevor er als therapeutischer Berater geistig Behinderte und sexuell missbrauchte Kinder betreute. Erfahrungen, die er in dieser Zeit sammelte, flossen später in seine Romane ein.
Lehane wollte Schriftsteller werden und absolvierte dafür den Studiengang für Kreatives Schreiben an der Florida International University. Sein erstes Manuskript wurde eher zufällig ein Thriller. Er verfasste das Buch 1990 innerhalb von nur drei Wochen. Erst 1994 wurde es unter dem Titel A Drink Before the War veröffentlicht. Das Buch ist der erste Band einer Reihe um die Privatdetektive Patrick Kenzie und Angela Gennaro.
Zwischen 1996 und 1999 verfasste Lehane pro Jahr einen Roman. Nachdem Bill Clinton beim Aussteigen aus der Air Force One Lehanes Buch Prayers for Rain in der Hand hielt, schnellten die Verkaufszahlen seiner Bücher schlagartig in die Höhe.
Bekannt wurde er durch seinen Bestseller Spur der Wölfe, der 2003 erfolgreich von Clint Eastwood unter dem Originaltitel Mystic River verfilmt wurde. 2009 verfilmte Martin Scorsese Lehanes Roman Shutter Island mit Leonardo DiCaprio in der Hauptrolle. 2016 entstand der Kriminalfilm Live by Night, der auf dem Buch In der Nacht  basiert.
Im Jahr 2022 erschien die Miniserie Black Bird, bei der Lehane Showrunner und Drehbuchautor war.
Lehane ist in zweiter Ehe mit Angela Bernardo verheiratet, mit der er eine Tochter hat. Er lebt heute in Boston – wo auch seine Kriminalromane spielen – und in St. Petersburg, Florida. Er lehrt Kreatives Schreiben am dortigen Eckerd College.

## Auszeichnungen
- 1994: Shamus Award für den besten Erstlings-Roman (Best first novel) für A Drink Before the War
- 1998: Nero Wolfe Award für Sacred
- 1999: Dilys Award und Barry Award für Gone, Baby, Gone
- 2001: Deutscher Krimipreis – International, 3. Platz für Kein Kinderspiel
- 2002: Deutscher Krimipreis – International, 3. Platz für Regenzauber
- 2002: Anthony Award – Bester Roman für Mystic River
- 2002: Barry Award für Mystic River
- 2003: Dilys Award für Mystic River
- 2003: Deutscher Krimipreis – International, 3. Platz für Spur der Wölfe
- 2003: Prix Mystère de la critique für Mystic River
- 2011: Finnischer Krimipreis – Kategorie International der finnischen Krimivereinigung Suomen dekkariseura für sein bisher übersetztes Werk ins Finnische
- 2013: Edgar Allan Poe Award für Live by Night.
- 2023: Deutscher Krimipreis – International, 3. Platz für Sekunden der Gnade

## Werke

### Die Kenzie-Gennaro-Reihe
- 1994: A Drink Before the War
  - Streng vertraulich, dt. von Andrea Fischer; Berlin: Ullstein 1999. ISBN 3-548-24603-6
  - Neuübersetzung: Ein letzter Drink, dt. von Steffen Jacobs; Zürich: Diogenes 2016. ISBN 978-3-257-300307
- 1996: Darkness, Take My Hand
  - Absender unbekannt, dt. von Andrea Fischer; Berlin: Ullstein 2000. ISBN 3-548-24718-0
  - Neuübersetzung: Dunkelheit, nimm meine Hand, dt. von Peter Torberg; Zürich: Diogenes 2017. ISBN 978-3-257-30043-7
- 1998: Sacred
  - In tiefer Trauer, dt. von Andrea Fischer; Berlin: Ullstein 1999. ISBN 3-548-24515-3
  - Neuübersetzung: Alles, was heilig ist, dt. von Peter Torberg; Zürich: Diogenes 2019. ISBN 978-3-257-30044-4
- 1998: Gone, Baby, Gone
  - Kein Kinderspiel, dt. von Andrea Fischer; Berlin: Ullstein 2000. ISBN 3-548-24841-1
  - Neuübersetzung: Gone Baby Gone, dt. von Peter Torberg; Zürich: Diogenes 2020. ISBN 978-3-257-30045-1
- 1999: Prayers for Rain
  - Regenzauber, dt. von Andrea Fischer; Berlin: Ullstein 2001. ISBN 3-548-25173-0
  - Neuübersetzung: Kalt wie dein Herz, dt. von Peter Torberg; Zürich: Diogenes 2022. ISBN 978-3-257-30046-8
- 2010: Moonlight Mile
  - Moonlight Mile, dt. von Andrea Fischer; Berlin: Ullstein 2011. ISBN 978-3-548-28350-0

### Andere Werke
- 2001: Mystic River
  - Spur der Wölfe
- 2003: Shutter Island
- 2005: Coronado (Bühnenstück)
- 2006: Coronado (Stories)
  - Coronado, dt. von Andrea Fischer; Berlin: Ullstein 2007. ISBN 3-548-26668-1
- 2008: The Given Day (Roman)
  - Im Aufruhr jener Tage, dt. von Sky Nonhoff; Berlin: Ullstein 2010. ISBN 3-550-08754-3
- 2012: Live by Night
  - In der Nacht, dt. von Sky Nonhoff; Zürich: Diogenes 2013. ISBN 3-257-06872-7
- 2014: The Drop (Romanadaption des Drehbuchs von The Drop – Bargeld)
  - The Drop – Bargeld, dt. von Steffen Jacobs; Zürich: Diogenes 2014. ISBN 978-3-257-06915-0
- 2015: World Gone By
  - Am Ende einer Welt, dt. von Steffen Jacobs; Zürich: Diogenes 2015. ISBN 978-3-257-06944-0
- 2017: Since We Fell.
  - Der Abgrund in dir; dt. von Steffen Jacobs und Peter Torberg; Zürich: Diogenes 2018. ISBN 978-3-257-07039-2
- 2023 Small Mercies
  - Sekunden der Gnade; dt. von Malte Krutzsch; Zürich: Diogenes 2023. ISBN 978-3-257-07258-7

### Drehbücher
- 2004: Episode 3.3 Dead Soldiers der Fernsehserie The Wire
- 2006: Episode 4.4 Refugees der Fernsehserie The Wire
- 2008: Episode 5.8 Clarifications der Fernsehserie The Wire
- 2013: Episode 4.2 Resignation der Fernsehserie Boardwalk Empire
- 2014: The Drop
- 2017: Episode 1.4 Gods Who Fall der Fernsehserie Mr. Mercedes
- 2017: Episode 1.6 People in the Rain der Fernsehserie Mr. Mercedes
- 2017: Episode 1.7 Willow Lake der Fernsehserie Mr. Mercedes
- 2017: Episode 1.10 Jibber-Jibber Chicken Dinner der Fernsehserie Mr. Mercedes
- 2018: Episode 2.1 Missed You der Fernsehserie Mr. Mercedes
- 2022: In with the Devil (Black Bird, Miniserie)

## Verfilmungen
- 2003: Mystic River – Regie: Clint Eastwood
- 2007: Gone Baby Gone – Kein Kinderspiel – Regie: Ben Affleck
- 2009: Shutter Island – Regie: Martin Scorsese
- 2014: The Drop – Bargeld – Regie: Michaël R. Roskam
- 2016: Live by Night – Regie: Ben Affleck

## Verschiedenes
- „Nick und Nora Charles – nur sehr viel taffer!“, so bezeichnet Lehane selbst sein Ermittlerduo. Damit spielt er auf ein erfolgreiches Pärchen in Der dünne Mann von Dashiell Hammett an.
- Lehane schreibt nachts, „da dann nicht die Gefahr besteht, dass das Telefon klingelt oder jemand einfach vorbeikommt“; er bevorzugt beim Schreiben seiner Romane statt eines Computers ganz einfach Papier und Stift.
- In Staffel 3, Folge 21 (Tod im Pool) der US-Fernsehserie Castle hat Lehane einen Gastauftritt, bei dem er sich selbst spielt.